# Ceratocapsus fulvipennis
Ceratocapsus fulvipennis är en insektsart som beskrevs av Knight 1927. Ceratocapsus fulvipennis ingår i släktet Ceratocapsus och familjen ängsskinnbaggar. Inga underarter finns listade i Catalogue of Life.